# Заречное (Симферопольский район)
Заре́чное (до 1945 года Шумха́й; укр. Зарічне, крымскотат. Şumhay, Шумхай) — село в Симферопольском районе Крыма (согласно административно-территориальному делению России входит в состав Добровского сельского поселения Республики Крым, согласно административно-территориальному делению Украины — в Добровском сельском совете Автономной Республики Крым).

## Население
| 2001 | 2014  |
| ---- | ----- |
| 2086 | ↘2022 |

Всеукраинская перепись 2001 года показала следующее распределение по носителям языка
| Язык             | Процент |
| ---------------- | ------- |
| русский          | 61,65   |
| крымскотатарский | 27,8    |
| украинский       | 8,29    |
| другие           | 0,34    |

### Динамика численности
| - 1805 год — 119 чел. - 1864 год — 29 чел. - 1887 год — 91 чел. - 1892 год — 37 чел. - 1902 год — 147 чел. - 1915 год — 0/110 чел. | - 1926 год — 599 чел. - 1939 год — 312 чел. - 1989 год — 1479 чел. - 2001 год — 2076 чел. - 2009 год — 2105 чел. - 2014 год — 2022 чел. |

## Современное состояние
В Заречном 39 улиц и 6 переулков, площадь, занимаемая селом, 343,7 гектара, на которой, в 628 дворах, по данным сельсовета на 2009 год, числилось 2105 жителей.
В селе действует мечеть «Шумхай джамиси», имеются магазины, АЗС. Заречное связано троллейбусным сообщением с Симферополем, Ялтой и Алуштой.

## География
Село Заречное расположено на юго-востоке района, в 19 километрах от Симферополя на шоссе М-18 Симферополь—Алушта—Ялта (35А-002 по российской классификации), ближайшая железнодорожная станция Симферополь — примерно в 20 километрах. Село находится в горной части Крыма, у западных отрогов Чатыр-Дага, на левой стороне долины реки Салгир (у впадения в него реки Аян) в верхнем течении. Высота центра села над уровнем моря — 368 м. Заречное фактически срослось с находящимися выше и ниже по долине сёлами Перевальное и Доброе.

## История
Шумхай впервые упоминается в Камеральном Описании Крыма 1784 года, как деревня Шемкай Салгирского кадылыка Акмечетского каймаканства. После присоединения Крыма к России (8) 19 апреля 1783 года, (8) 19 февраля 1784 года, именным указом Екатерины II сенату, на территории бывшего Крымского Ханства была образована Таврическая область и деревня была приписана к Симферопольскому уезду. После Павловских реформ, с 1796 по 1802 год, входила в Акмечетский уезд Новороссийской губернии. По новому административному делению, после создания 8 (20) октября 1802 года Таврической губернии, Шумхай отнесли к Аргинской волости того же уезда.
Согласно Ведомости о всех селениях в Симферопольском уезде состоящих с показанием в которой волости сколько числом дворов и душ… от 9 октября 1805 года в деревне, записанной как Шеманай, числилось 20 дворов и 119 жителей, исключительно крымских татар. На военно-топографической карте 1817 года обозначен Шумухай с 16 дворами. После реформы волостного деления 1829 года Шимхай, согласно «Ведомости о казённых волостях Таврической губернии 1829 года», передали из Аргинской волости в состав Эскиординской. На карте 1842 года в деревне 22 двора.

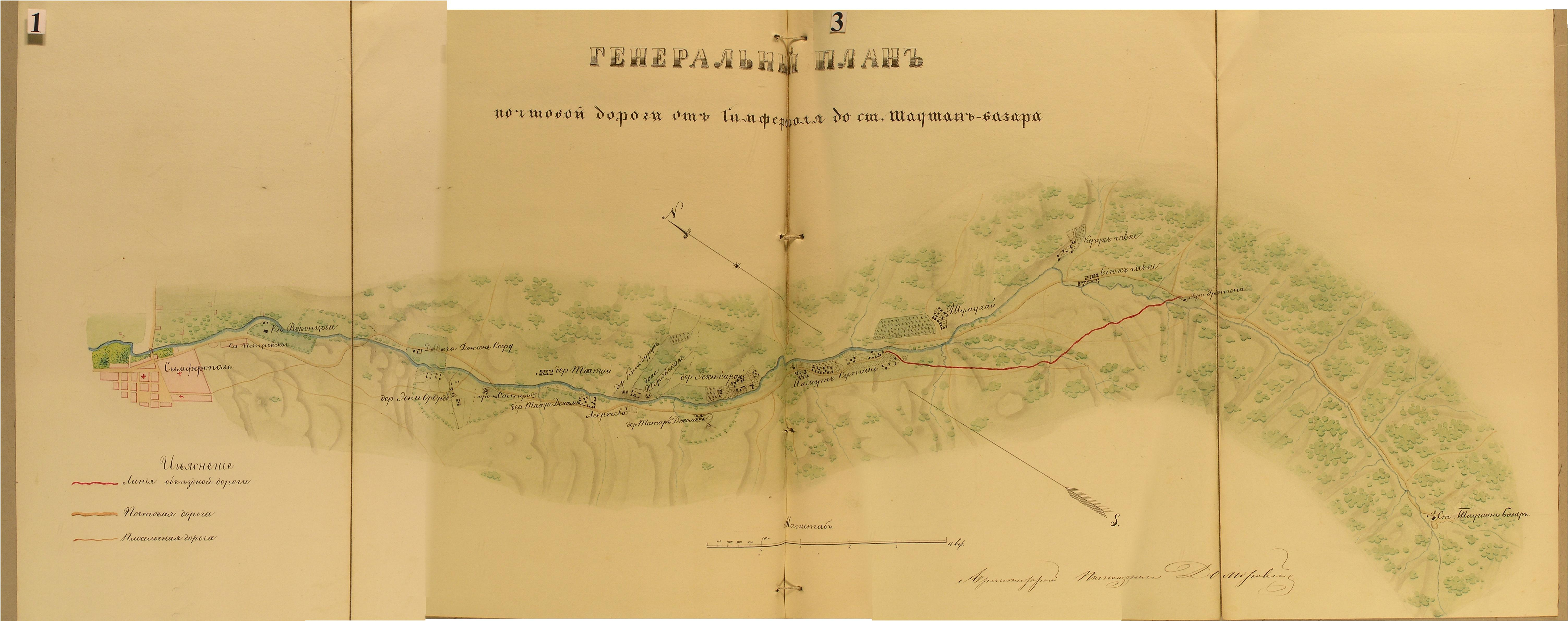
Шумухай на плане 1865 года

В 1860-х годах, после земской реформы Александра II, деревню приписали к Зуйской волости. В «Списке населённых мест Таврической губернии по сведениям 1864 года», составленном по результатам VIII ревизии 1864 года, Шумхай — казённая татарая деревня с 6 дворами, 29 жителями и мечетью при реке Салгирѣ. По обследованиям профессора А. Н. Козловского начала 1860-х годов, жители селения «пользовались водой реки Салгира и его притоков». На трёхверстовой карте 1865—1876 года дворов обозначено 7. В «Памятной книге Таврической губернии 1889 года» по результатам Х ревизии 1887 года записан Шумхай с 20 дворами и 91 жителем.
После земской реформы 1890 года, Шумхай отнесли к Подгородне-Петровской волостии. По «…Памятной книжке Таврической губернии на 1892 год» в деревне Шумхай, входившей Чавкинское сельское общество, числилось 37 жителей в 12 домохозяйствах. На подробной карте 1892 года обозначено 26 дворов со смешанным русско-татарским населением. По «…Памятной книжке Таврической губернии на 1902 год» в деревне Шумхай, входившей в Чавкинское сельское общество, числилось 147 жителей в 26 домохозяйствах. По Статистическому справочнику Таврической губернии. Ч.II-я. Статистический очерк, выпуск шестой Симферопольский уезд, 1915 год, в деревне Шумхай Подгородне-Петровской волости Симферопольского уезда, числилось 20 дворов со смешанным населением без приписных жителей, но со 110 — «посторонними», из которых 60 мужчин и 50 женщин. Жители землёй не владели, в хозяйствах имелось 25 лошадей, 60 коров и 20 голов мелкого скота.
После установления в Крыму Советской власти, по постановлению Крымревкома от 8 января 1921 года была упразднена волостная система и село включили в состав вновь созданного Подгородне-Петровского района Симферопольского уезда, а в 1922 году уезды получили название округов. 11 октября 1923 года, согласно постановлению ВЦИК, в административное деление Крымской АССР были внесены изменения, в результате которых был ликвидирован Подгородне-Петровский район и образован Симферопольский и село включили в его состав. Согласно Списку населённых пунктов Крымской АССР по Всесоюзной переписи 17 декабря 1926 года, в селе Шумхай, центре Шумхайского сельсовета Симферопольского района, числился 121 двор, из них 105 крестьянских, население составляло 599 человек. В национальном отношении учтено: 335 русских, 224 грека, 32 украинца, 2 белоруса, 2 чеха, 2 записаны в графе «прочие», действовали русская и греческая школы. В сельсовет также входили Чавке, Таушан-Базар, колония Первомайская — ранее Бейтаныш, Сергеевка, Кучук-Янкой, Кизил-Коба, Ени-Сала, Камыш-Кура, Буки, Биюк-Янкой, Аян, Ангара, 8 лесных казарм, дорожные будки и конно-почтовая станция. По данным всесоюзной переписи населения 1939 года в селе проживало 312 человек. В период оккупации Крыма, 9 и 10 декабря 1943 года, в ходе операций «7-го отдела главнокомандования» 17 армии вермахта против партизанских формирований, была проведена операция по заготовке продуктов с массированным применением военной силы, в результате которой село Шумхай было сожжено и все жители вывезены в Дулаг 241.
В 1944 году, после освобождения Крыма от фашистов, согласно постановлению ГКО № 5984сс от 2 июня 1944 года, 27 июня греки Крыма были депортированы в Среднюю Азию и Пермскую область. 12 августа 1944 года было принято постановление № ГОКО-6372с «О переселении колхозников в районы Крыма» и в сентябре 1944 года в район приехали первые новосёлы (214 семей) из Винницкой области, а в начале 1950-х годов последовала вторая волна переселенцев из различных областей Украины.
21 августа 1945 года, указом Президиума Верховного Совета РСФСР, Шумхайский сельсовет был переименован в Заречненский и селение Шумхай в Заречное. С 25 июня 1946 года Заречное в составе Крымской области РСФСР, а 26 апреля 1954 года Крымская область была передана из состава РСФСР в состав УССР. Время упразднения сельсовета пока не установлено: на 15 июня 1960 года село уже числилось в составе Добровского. Указом Президиума Верховного Совета УССР «Об укрупнении сельских районов Крымской области», от 30 декабря 1962 года Симферопольский район был упразднён и село присоединили к Бахчисарайскому. 1 января 1965 года, указом Президиума ВС УССР «О внесении изменений в административное районирование УССР — по Крымской области», вновь включили в состав Симферопольского. По данным переписи 1989 года в селе проживало 1479 человек. С 12 февраля 1991 года село в восстановленной Крымской АССР, 26 февраля 1992 года переименованной в Автономную Республику Крым.